# Prebold község
Prebold község (szlovén nyelven Občina Prebold) Szlovénia 212 alapfokú közigazgatási egységének, azaz községének egyike a Savinjska statisztikai régióban, a történelmi szlovén Stájerország (Štajersko) területén. A község a Savinja alsó folyásának völgyében, a Száva-hegység északi peremén, Celjétől nyugatra fekszik. Adminisztratív központja Prebold település. Elsősorban a komlótermesztésről ismert.

## A községhez tartozó települések

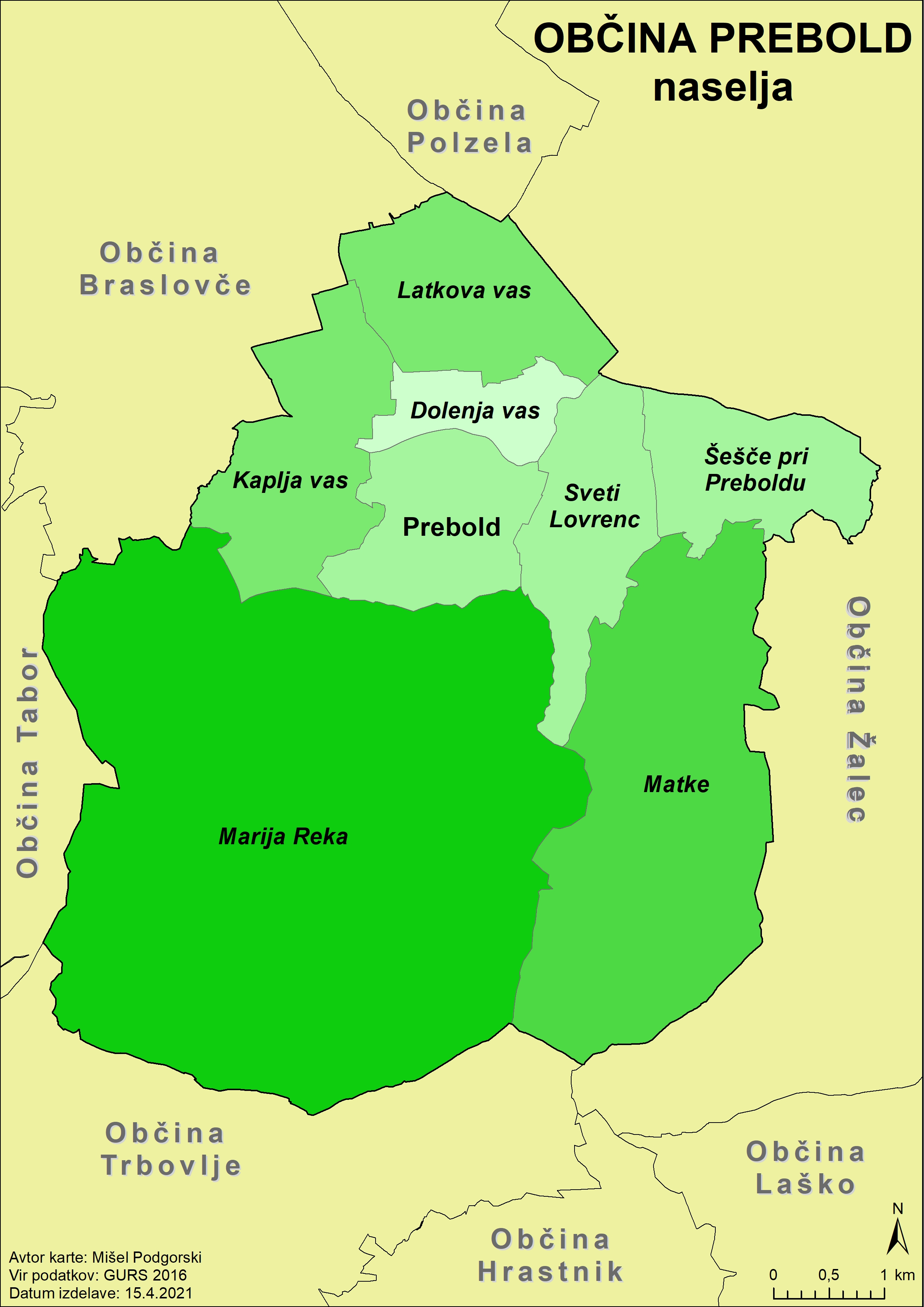
A község falvai

A községhez Prebold székhelyen kívül a következő települések tartoznak:
- Dolenja Vas
- Kaplja Vas
- Latkova Vas
- Marija Reka
- Matke
- Šešče pri Preboldu
- Sveti Lovrenc

## Népesség
| Lakosok száma | 4564 | 4685 | 5041 | 4997 | 5019 | 5003 | 5050 | 5054 | 5125 | 5155 |
|               | 2008 | 2009 | 2011 | 2012 | 2013 | 2015 | 2016 | 2017 | 2019 | 2020 |